# Дамянович, Мато
Мато Дамянович (хорв. Mato Damjanović; 23 марта 1927, Винковци — 12 февраля 2011, Загреб) — хорватский, ранее югославский, шахматист; гроссмейстер (1964). 

## Шахматная карьера
Участник 14-й олимпиады (1960) в составе команды Югославии — 1-й запасной (7 из 10). В зональном турнире ФИДЕ в Кечкемете (1964) — 4-5-е место. Лучшие результаты в чемпионатах страны: 1960 — 5-е; 1962 — 3-4-е места.
Участник международных турниров: Балатонфюред (1960) — 3-5-е; София (1962) — 3-4-е; Бад-Либенштайн (1963) — 3-4-е; Реджо-нель-Эмилия (1963) — 3-е; Сочи (1964) — 2-3-е (первый иностранный шахматист, выполнивший норму международного гроссмейстера на турнире в СССР); Шальготарьян (мемориал Л. Асталоша; 1967) — 4-5-е; Париж (1967/1968) — 1-2-е; Загреб (1969 и 1972) — 1-е и 2-4-е; Сараево (1969) — 5-е; Венеция (1971) — 6-е; Сьенфуэгос (мемориал X. Р. Капабланки, (1972) — 4-8-е; Сомбор (1972) — 5-7-е; Дортмунд (1974) — 3-4-е; Афины и Карловац (1977) — 4-5-е; Осиек (1980) — 5-6-е места.

## Изменения рейтинга
| Графики недоступны из-за технических проблем. См. информацию на Фабрикаторе и на mediawiki.org. |